# Províncias da Espanha

Mapa das províncias da Espanha.

As 50 províncias espanholas conformam dezessete comunidades autónomas da Espanha, às que se somam duas cidades autónomas no norte de África (sem condição de províncias)
Imediatamente a seguir à divisão de autonomia está a província, que são 50, a maioria das quais deve o nome à sua capital. Apenas duas cidades são capitais de comunidade autónoma e não da província: Mérida, na Estremadura, e Santiago de Compostela, na Galiza.
Cada comunidade autónoma compreende uma ou várias províncias. Apenas sete são compostas por uma única província: Astúrias, Ilhas Baleares, Cantábria, La Rioja, Madrid, Múrcia e Navarra.
A constituição espanhola de 1978 (em vigor) estabeleceu o direito à autonomia das regiões e nacionalidades. Segundo o artigo 143: «…as províncias limítrofes com características históricas, culturais e económicas comuns, os territórios insulares e províncias com entidade regional histórica poderão usufruir de direito de autogoverno e constituir-se em Comunidades Autónomas.
| Nome da província      | Capital                    | Comunidade autónoma       | Municípios |
| ---------------------- | -------------------------- | ------------------------- | ---------- |
| Álava                  | Vitoria-Gasteiz            | País Basco                | (lista)    |
| Albacete               | Albacete                   | Castela-Mancha            | (lista)    |
| Alicante               | Alicante                   | Comunidade Valenciana     | (lista)    |
| Almería                | Almeria                    | Andaluzia                 | (lista)    |
| Astúrias               | Oviedo                     | Astúrias                  | (lista)    |
| Ávila                  | Ávila                      | Castela e Leão            | (lista)    |
| Badajoz                | Badajoz                    | Estremadura               | (lista)    |
| Ilhas Baleares         | Palma de Mallorca          | Baleares                  | (lista)    |
| Barcelona              | Barcelona                  | Catalunha                 | (lista)    |
| Biscaia                | Bilbao                     | País Basco                | (lista)    |
| Burgos                 | Burgos                     | Castela e Leão            | (lista)    |
| Cáceres                | Cáceres                    | Estremadura               | (lista)    |
| Cádis                  | Cádis                      | Andaluzia                 | (lista)    |
| Cantábria              | Santander                  | Cantábria                 | (lista)    |
| Castelló               | Castelló de la Plana       | Comunidade Valenciana     | (lista)    |
| Ceuta                  | Ceuta                      | Ceuta (cidade autónoma)   | Ceuta      |
| Cidade Real            | Ciudad Real                | Castela-Mancha            | (lista)    |
| Córdova                | Córdoba                    | Andaluzia                 | (lista)    |
| Corunha                | Corunha                    | Galiza                    | (lista)    |
| Cuenca                 | Cuenca                     | Castela-Mancha            | (lista)    |
| Gerunda                | Girona                     | Catalunha                 | (lista)    |
| Granada                | Granada                    | Andaluzia                 | (lista)    |
| Guadalajara            | Guadalajara                | Castela-La Mancha         | (lista)    |
| Guipúscoa              | São Sebastião              | País Basco                | (lista)    |
| Huelva                 | Huelva                     | Andaluzia                 | (lista)    |
| Huesca                 | Huesca                     | Aragão                    | (lista)    |
| Jaén                   | Jaén                       | Andaluzia                 | (lista)    |
| La Rioja               | Logronho                   | La Rioja                  | (lista)    |
| León                   | Leão                       | Castela e Leão            | (lista)    |
| Lérida                 | Lérida                     | Catalunha                 | (lista)    |
| Lugo                   | Lugo                       | Galiza                    | (lista)    |
| Madrid                 | Madrid                     | Comunidade de Madrid      | (lista)    |
| Málaga                 | Málaga                     | Andaluzia                 | (lista)    |
| Melilla                | Melilla                    | Melilla (cidade autónoma) | Melilla    |
| Múrcia                 | Múrcia                     | Região de Múrcia          | (lista)    |
| Navarra                | Pamplona                   | Navarra                   | (lista)    |
| Ourense                | Ourense                    | Galiza                    | (lista)    |
| Palência               | Palência                   | Castela e Leão            | (lista)    |
| Las Palmas             | Las Palmas de Gran Canaria | Canárias                  | (lista)    |
| Pontevedra             | Pontevedra                 | Galiza                    | (lista)    |
| Salamanca              | Salamanca                  | Castela e Leão            | (lista)    |
| Santa Cruz de Tenerife | Santa Cruz de Tenerife     | Canárias                  | (lista)    |
| Saragoça               | Saragoça                   | Aragão                    | (lista)    |
| Segóvia                | Segóvia                    | Castela e Leão            | (lista)    |
| Sevilha                | Sevilha                    | Andaluzia                 | (lista)    |
| Sória                  | Sória                      | Castela e Leão            | (lista)    |
| Tarragona              | Tarragona                  | Catalunha                 | (lista)    |
| Teruel                 | Teruel                     | Aragão                    | (lista)    |
| Toledo                 | Toledo                     | Castela-Mancha            | (lista)    |
| Valência               | Valência                   | Comunidade Valenciana     | (lista)    |
| Valladolid             | Valladolid                 | Castela e Leão            | (lista)    |
| Zamora                 | Zamora                     | Castela e Leão            | (lista)    |